# Atomemissionsspektrometrie

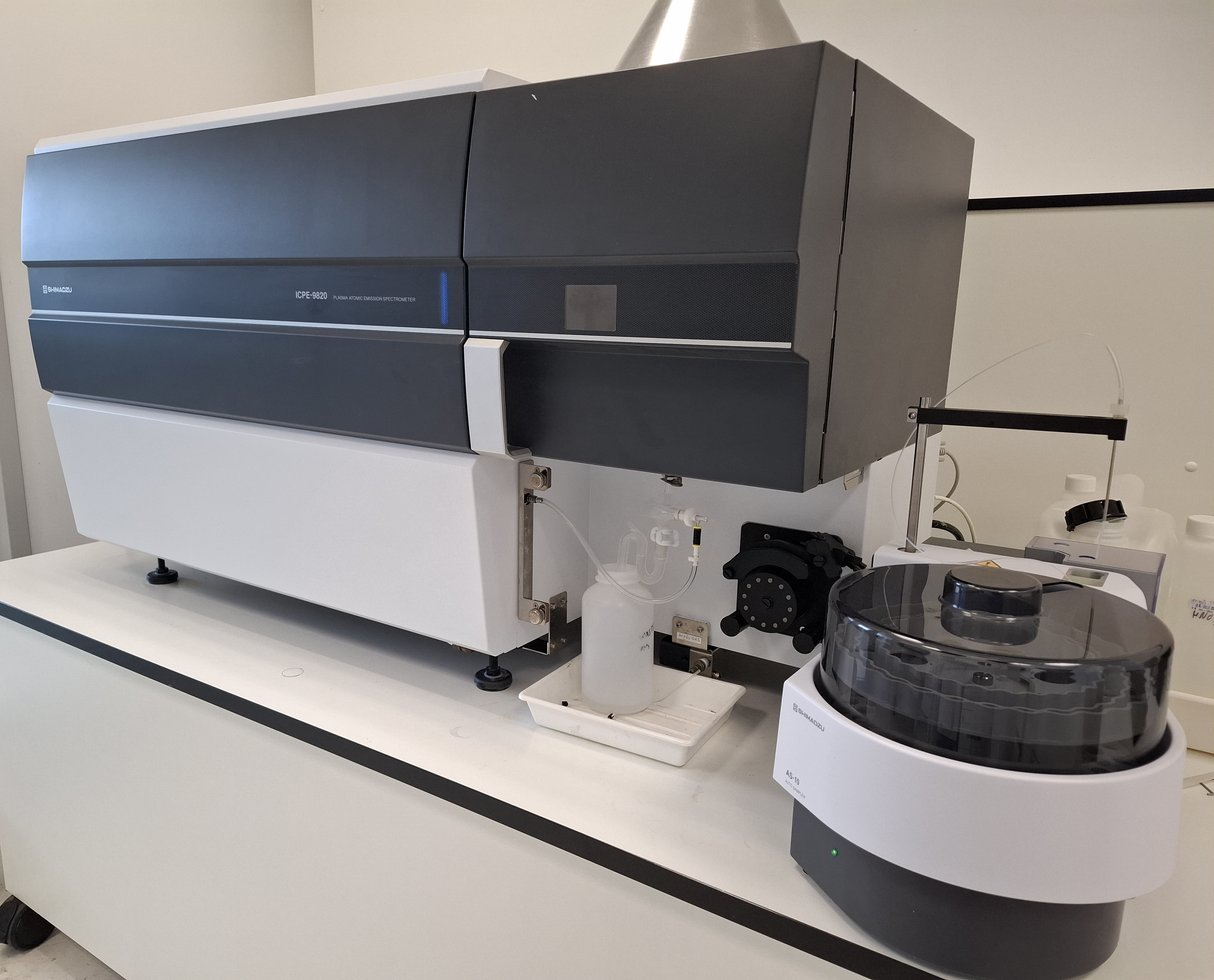
ICP-OES System

Die Atomemissionsspektrometrie (AES), oft auch optische Emissionsspektrometrie (OES) oder Flammenspektroskopie (Flammenphotometrie) genannt, ist eine Methode der Atomspektroskopie. Sie wird zur quantitativen und qualitativen Analyse von festen, flüssigen und gasförmigen Proben eingesetzt.
Die Methode basiert darauf, dass angeregte Atome eine für das chemische Element charakteristische elektromagnetische Strahlung aussenden und somit Informationen über die Zusammensetzung der Probe liefern. Die Anregung der Atome erfolgt über eine externe Energiezufuhr, z. B. über eine Flamme, einen Lichtbogen, einen Funken oder ein induktiv gekoppeltes Plasma (ICP), und der Überführung in den Plasmazustand.

## Flammen-Atomemissionsspektrometrie (F-AES)

Aufbau eines F-AES entspricht dem eines F-AAS ohne Hohlkathodenlampe

Bei der Flammen-Atomemissionsspektrometrie (engl.: flame atomic emission spectrophotometry, F-AES) wird eine Materialprobe (Analysesubstanz) in eine Flamme gebracht, z. B. als Lösung verdampft und der Dampf der Flamme zugeführt. Durch die Wärmeenergie der Flamme werden die äußeren Valenzelektronen angeregt und auf ein energetisch höheres Niveau gehoben. Beim Rückfall in den Grundzustand wird die vorher zugeführte Energie als Lichtenergie abgegeben; dabei emittieren die Atome ihr elementspezifisches Spektrum, das im Spektrometer dispergiert und analysiert wird. Das Flammenemissionsspektrum wird mit einem Flammenphotometer oder, da inzwischen häufiger am Markt vertreten, mit einem Flammen-Atomabsorptionsspektrometer im Emissionsbetrieb, gemessen. Die häufigste Anwendung der Emissionsmessung mit der Flamme ist die Bestimmung von Alkalimetallen im Bereich der pharmazeutischen Analytik. Die Methode ist sehr empfindlich und einfach in der Durchführung.

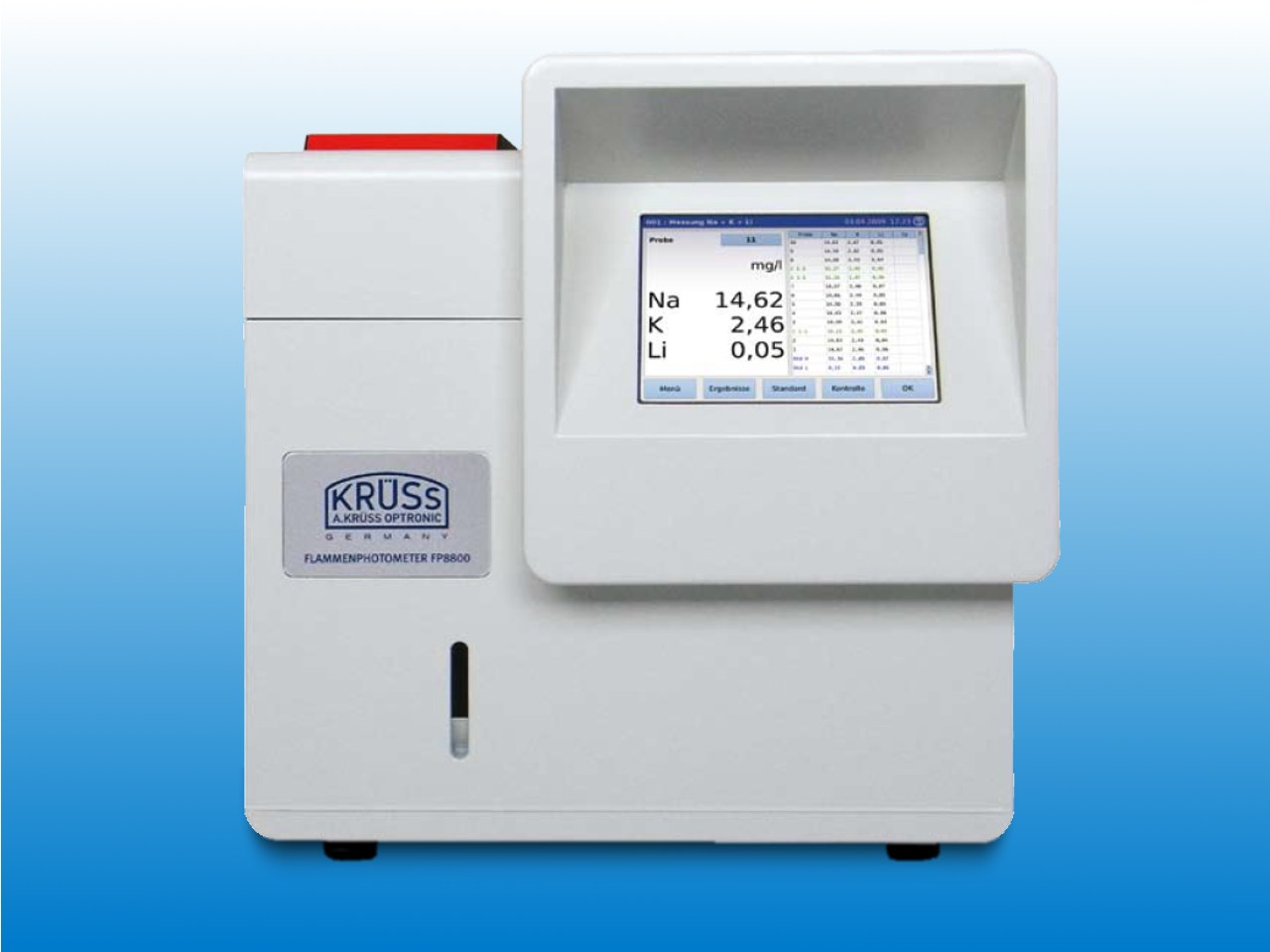
Ein Labor-Flammenphotometer

Zugunsten einer preiswerteren Analytik (keine Lampe notwendig) verzichtet man auf wesentliche Vorteile einer Messung in Atomabsorption (bessere Linearität, weiterer Arbeitsbereich, geringere Abhängigkeit von der Flammentemperatur). Im Pharmabereich existieren teilweise 30 Jahre alte Vorschriften, die eine Messung in Emission vorschreiben, obwohl sich in allen anderen Bereichen inzwischen die Atomabsorption durchgesetzt hat.

## Optische Emissionsspektrometrie mit induktiv gekoppeltem Plasma (ICP-OES)
ICP-OES steht für englisch „inductively coupled plasma optical emission spectrometry“, also „optische Emissionsspektrometrie mittels induktiv gekoppelten Plasmas“. Das „A“ in der älteren Bezeichnung ICP-AES steht für atomic, was jedoch etwas irreführend ist, da in der OES Ionenlinien eine dominante Rolle spielen und nicht Atomlinien.
Die Methode des induktiv gekoppelten Plasmas beruht auf der Verwendung eines sehr heißen (ca. 10.000 K) Argon-Plasmas zur Anregung der optischen Emission der zu analysierenden Elemente. Die Grundlagen erarbeiteten unabhängig voneinander Greenfield und Fassel 1964/65. Das erste kommerzielle Gerät wurde 1975 vorgestellt, seit ca. 1985 wird es routinemäßig in der Industrie angewandt. So ist die ICP-OES-Technik inzwischen in der Umweltanalytik, Materialforschung, Metall- und Pharmaindustrie sehr weit verbreitet.

### Prinzip
Ein Plasma ist ein ionisiertes Gas, das neben Atomen auch Elektronen und Ionen enthält. Als Gas wird aufgrund seiner gegenüber den zu bestimmenden Elementen großen Ionisierungsenergie (15,76 eV), seiner chemischen Inertheit, sowie der fehlenden Bandenspektren, meist Argon (einatomiges Gas) verwendet. Die Energieübertragung erfolgt dabei nach der Zündung durch einen Teslafunken durch das in den Spulen anliegende Hochfrequenzfeld. Freie Elektronen werden nun durch das anliegende Feld beschleunigt und heizen durch Kollision mit den Atomrümpfen das Plasma auf. Bedingt durch die hohe Teilchendichte im Plasma erhitzen sich Plasma und Probenaerosol auf 6.000–12.000 K (abhängig von der RF-Leistung des Hochfrequenzgenerators). Die herrschenden Temperaturen sind dabei lokal unterschiedlich, man unterscheidet Ionisations-, Elektronen- und Anregungstemperaturen. Wichtig ist vor allem die Anregungstemperatur mit ca. 6.000 K. Das Probenaerosol wird dabei durch die Mitte des Plasmastromes geleitet, ohne dessen Stabilität/Gleichgewicht zu beeinflussen.

### Aufbau
Die wichtigsten Teile eines ICP-Spektrometers sind Hochfrequenzgenerator (27 MHz oder 40 MHz), Plasmafackel, Probenzerstäuber und das eigentliche Spektrometer. Der Monochromator moderner OES ist hauptsächlich in der Echelle-Anordnung aufgebaut, da bei dieser Technik aufgrund der kontinuierlichen Emission des Spektrums eine wesentlich bessere Auflösung als in der AAS notwendig ist. Am häufigsten wird ein Polychromator verwendet, da mit ihm die simultane Messung vieler Elemente in kurzer Zeit und sehr stabil möglich ist. Meist kommen Echelle-Polychromatoren in Verbindung mit einem CCD-Flächendetektor zum Einsatz. Die Eigenschaften des Argonplasmas lassen sich in dieser Kombination am besten nutzen:
- Großer dynamischer Messbereich
- Multielementtechnik
- Gute Langzeitstabilität für große Messserien

Die elektromagnetischen Wellen können an zwei verschiedenen Stellen von der Plasmafackel aufgenommen werden.
1. axial, d. h. vom Ende der Fackel (verlängerte Achse) und
2. radial, d. h. von der Seite.

## Mikrowellen-Plasmafackel-Atomemissionsspektrometrie (MPT-AES)
Mikrowellen-Plasmafackel-Atomemissionsspektrometrie (engl. microwave plasma torch atomic emission spectrometry, MPT-AES) ist ein Verfahren der Spurenanalytik und dient zur empfindlichen Elementanalyse. 
Der Vorteil bei diesem Verfahren liegt im relativ einfachen Aufbau und in der Verwendung von preiswerten Komponenten.
Insbesondere der Gasverbrauch ist im Vergleich zur ICP-OES bedeutend geringer.
Auch hier unterscheidet man spektrale Störungen und nicht-spektrale Störungen. Chemische Störungen sind kaum von Bedeutung, da die meisten chemischen Verbindungen durch die hohen Temperaturen in der Induktionszone (10.000–12.000 K) des Plasmas dissoziiert werden.
Die spektralen Störungen entstehen durch Emissionslinien der Fremdelemente (Interferenzen) und Moleküle in der Probenmatrix. Hierzu zählen: 
- Direkte Überlagerung von Linien
- Kontinuumsstrahlung aus der Matrix
- Emission von Molekülbanden, wie: –OH, C2, CN, NO, N2

Diese Störungen lassen sich durch: 
- geeignete Untergrundanpassung
- die Betrachtung mehrerer Linien pro Element
- spektrale Entfaltung der Linie durch Messung Blindlösung/Analyt/Störer
- Inter-Element-Korrektur
- Standardadditionsverfahren
- veränderte Beobachtungsrichtung

beseitigen.
Zu den nicht-spektralen Störungen zählen auch hier die physikalischen Eigenschaften der Probenlösungen, wie:
- Dichte
- Oberflächenspannung
- Viskosität

Diese können die Zerstäubungseigenschaften, Zerstäuberkammeraerodynamik und den Probentransport nachhaltig beeinflussen.
Weiterhin zählen zu den nicht-spektralen Störungen Veränderungen der Anregungsbedingungen im Plasma durch:
- Temperaturänderungen
- Änderungen der Elektronenanzahl im Plasma (Impedanz)

Sie lassen sich durch geeignete Matrixanpassungen sowie Standard-Additionsverfahren beseitigen.

## Vergleich mit anderen Verfahren
| Methode                                                             | Nachweisgrenzen in ppt * |
| ------------------------------------------------------------------- | ------------------------ |
| ICP/OES pneumat. Zerstäuber                                         | > 30                     |
| ICP/OES Ultraschall                                                 | ca. > 10                 |
| Graphitrohrofen/AAS                                                 | > 0,1                    |
| ICP/MS                                                              | > 0,02                   |
| * Diese NWG können nur unter optimalen Bedingungen erreicht werden. |                          |

Vorteil der ICP-OES gegenüber der Flammen-Atomabsorptionsspektrometrie (F-AAS) ist eine erheblich höhere Temperatur des Plasmas gegenüber der Flamme (10.000 K gegenüber 2800 K). Dadurch wird nicht nur der Atomisierungsgrad erhöht (Boltzmann-Verteilung), sondern die angeregten Atome der zu bestimmenden Elemente werden zusätzlich ionisiert. Dies hat wiederum einen entscheidenden Vorteil gegenüber der AAS, da Ionenlinien im Gegensatz zu Atomlinien bei hohen Temperaturen recht unempfindlich gegenüber Anregungsstörungen sind. Außerdem erreicht man eine längere Verweilzeit und eine bessere Temperaturhomogenität, Präzision/Reproduzierbarkeit und Nachweisgrenzen. Eine simultane Multielementanalyse von bis zu 70 Elementen ist heute Stand der Technik.

## Anwendung
Einsatz findet die ICP-OES heute überwiegend in der Spuren- und Wasseranalytik. Im Umweltbereich werden mittels ICP-OES Böden, Pflanzen, Abfälle und Düngemittel auf die Elementzusammensetzung gemessen. ICP-OES eignet sich hervorragend zur Analyse auch stark radioaktiver Proben, da keine störende Radioaktivität in den Analysatorteil (Optik, Halbleiterchip, Verstärker) eingebracht wird, es wird lediglich das emittierte Licht analysiert (anders als z. B. bei der Massenspektrometrie) und eine nahezu 100-prozentige Absaugung der Plasmagase ist heutzutage (ab ca. 2000) Stand der Technik.